# Godič
Godič este o localitate din comuna Kamnik, Slovenia, cu o populație de 655 de locuitori.